# Garons
Garons è un comune francese di 4 497 abitanti situato nel dipartimento del Gard, nella regione dell'Occitania.

## Storia

### Simboli
Lo stemma comunale si blasona: di rosso, alla mitra d'oro.

## Società

### Evoluzione demografica
Abitanti censiti

## Amministrazione

### Gemellaggi
- Kalyvia Thorikou, dal 1995
- Revigliasco d'Asti, dal 2000
- Flörsheim-Dalsheim, dal 2013